# Mucoromycetes
Mucorales é a maior e mais bem estudada ordem de fungos zigomicetes.

## Sistemática
Esta ordem inclui 12-13 famílias, 56 géneros e aproximadamente 300 espécies. A classificaçao de Mucorales tem sido tradicionalmente baseada em caracteres morfológicos, de desenvolvimento e ecológicos. Recentemente, dados moleculares revelaram que alguns aspectos da classificação tradicional sao bastante artificiais. Por exemplo, pensa-se que Mucoraceae é polifilética, tal como Thamnidiaceae, Chaetocladiaceae e Radiomycetaceae. Alguns dos géneros, , (incluindo Mucor, Absidia e Backusella) parecem ser polifiléticos. Actualmente, o sistema tradicional continua amplamente em uso, pois são necessários mais estudos para reconciliar conceitos morfológicos e moleculares de famílias e géneros.

## Características
Os fungos de Mucorales têm crescimento tipicamente rápido, e as suas hifas largas nao têm septos (septos multiperfurados estao presente apenas nos esporangióforos e gametângios). As hifas crescem sobretudo no interior do substrato. Os esporangióforos são hifas erguidas (simples ou ramificadas) que suportam esporângios recheados de esporangiósporos assexuados.
Muitos são conhecidos pelos danos que causam em alimentos armazenados. Outros podem causar micoses, geralmente em pacientes afligidos por outras doenças.

## Ciclo de vida
Os esporangiósporos são mitósporos (formados por meio de mitose) que são produzidos no interior dos esporângios (milhares de esporos) ou esporangíolos (um ou poucos esporos). Os esporos são libertados quando maduros por meio da desintegração da parede do esporângio, ou quando um esporangíolo inteiro se separa do esporangióforo.
Os esporangiósporos germinam dando origem a hifas haploides de um novo micélio. A reprodução assexuada ocorre frequentemente de modo contínuo.
A reprodução sexuada ocorre quando tipos reprodutores opostos (designados + e -) se encontram muito próximos, induzindo a formação de hifas especializadas chamadas gametângios. Os gametângios crescem um em direcção ao outro, fundindo-se para formar um zigoto diploide no ponto de fusão. O zigoto desenvolve uma parede celular resistente, formando um zigósporo unicelular. No interior do zigósporo ocorre meiose e um dos núcleos recombinados resultantes sobrevive. Após a germinação, forma-se um novo micélio ou esporângio haploide. Algumas espécies são homotálicas.

## Ecologia
A maioria das espécies de Mucorales são saprotróficas e crescem em substratos orgânicos (como fruta, solo, e excremento). Algumas espécies são parasitas de animais, plantas e fungos. Algumas espécies podem causar zigomicose em humanos e animais, bem como reacções alérgicas.